# نبها
نبها (به انگلیسی: Nabha) یک منطقهٔ مسکونی در هند است که در بخش پتیاله واقع شده‌است. نبها ۶۷٬۹۷۲ نفر جمعیت دارد و ۲۴۶ متر بالاتر از سطح دریا واقع شده‌است.